# قطعنامه ۱۲۵۰ شورای امنیت
قطعنامه  ۱۲۵۰ شورای امنیت سازمان ملل متحد که در تاریخ ۲۹ ژوئن ۱۹۹۹ تصویب شد، سندی بین‌المللی دربارهٔ بررسی وضعیت قبرس است. این قطعنامه طی نشست ۴۰۱۸ام با ۱۵ رای موافق، ۰ مخالف و ۰ ممتنع تصویب شد.